# Sandlapper 200 1965
Sandlapper 200 1965 var ett stockcarlopp ingående i Nascar Grand National Series (nuvarande Nascar Cup Series) som kördes 19 augusti 1965 på den 0,5 mile (804,672 m) långa ovalbanan Columbia Speedway i Cayce, en förort till Columbia i South Carolina. Totalt avverkades 100 miles (160,934 km) fördelat på 200 varv. Banunderlaget var dirt. Loppet vanns av David Pearson i en Dodge på tiden 1:44.36 körande för Owens Racing. Pearsons snitthastighet uppgick till 57,361 mph. Prispotten uppgick till 4 940 dollar, varav 1 000 dollar gick till segraren.

## Resultat
| Plc     | Nr | Förare           | Team/ bilägare              | Konstruktör | Start | Varv | Ledda varv |
| ------- | -- | ---------------- | --------------------------- | ----------- | ----- | ---- | ---------- |
| 1       | 6  | David Pearson    | Owens Racing                | Dodge       | 6     | 200  | 80         |
| 2       | 43 | Richard Petty    | Petty Enterprises           | Plymouth    | 5     | 200  | 0          |
| 3       | 29 | Dick Hutcherson  | Holman Moody                | Ford        | 1     | 200  | 94         |
| 4       | 55 | Tiny Lund        | Lyle Stelter                | Ford        | 4     | 198  | 0          |
| 5       | 06 | Cale Yarborough  | Kenny Myler                 | Ford        | 10    | 197  | 0          |
| 6       | 10 | LeeRoy Yarbrough | Gary Weaver                 | Ford        | 11    | 194  | 0          |
| 7       | 11 | Ned Jarrett      | Bondy Long                  | Ford        | 3     | 191  | 0          |
| 8       | 34 | Wendell Scott    | Scott Racing                | Ford        | 18    | 190  | 0          |
| 9       | 89 | Neil Castles     | Buck Baker Racing           | Oldsmobile  | 12    | 189  | 0          |
| 10      | 87 | Buck Baker       | Buck Baker Racing           | Chevrolet   | 23    | 188  | 0          |
| 11      | 18 | Stick Elliott    | Toy Bolton                  | Chevrolet   | 8     | 188  | 0          |
| 12      | 9  | Darel Dieringer  | Roy Tyner                   | Chevrolet   | 16    | 187  | 0          |
| 13      | 31 | Samuel Smith     | Sammy Fogle                 | Ford        | 17    | 108  | 0          |
| 14      | 52 | E.J. Trivette    | Jess Pottter                | Chevrolet   | 9     | 71   | 0          |
| 15      | 88 | Buddy Baker      | Buck Baker Racing           | Dodge       | 22    | 56   | 0          |
| 16      | 97 | Henley Gray      | Gene Cline                  | Ford        | 13    | 32   | 0          |
| 17      | 26 | Junior Johnson   | Junior Johnson & Associates | Ford        | 2     | 26   | 26         |
| 18      | 64 | Bud Moore        | Langley-Woodfield Racing    | Ford        | 7     | 23   | 0          |
| 19      | 51 | Jimmy Vaughn     | i.u.                        | Dodge       | 15    | 15   | 0          |
| 20      | 53 | Jimmy Helms      | David Warren                | Ford        | 14    | 14   | 0          |
| 21      | 38 | J.T. Putney      | Wayne Smith                 | Chevrolet   | 21    | 2    | 0          |
| 22      | 59 | Tom Pistone      | Glen Sweet                  | Ford        | 19    | 2    | 0          |
| 23      | 68 | Bob Derrington   | Bob Derrington              | Ford        | 20    | 2    | 0          |
| Källor: |    |                  |                             |             |       |      |            |